# Пановский сельсовет (Красноярский край)
Пановский сельсовет — муниципальное образование (сельское поселение) и административно-территориальная единица в составе Кежемского района, существовавшие до 2014 года.
Законом Красноярского края от 20 марта 2014 года № 6-2189 муниципальное образование Пановский сельсовет упразднено с передачей в межселенную территорию.
Законом Красноярского края от 20 марта 2014 года № 6-2191 административно-территориальная единица Пановский сельсовет упразднена.

## Население
| 2010 | 2012 | 2013 |
| ---- | ---- | ---- |
| 809  | ↘563 | ↘501 |

## Населённые пункты
| № | Населённый пункт | Тип населённого пункта | Население |
| - | ---------------- | ---------------------- | --------- |
| 1 | Аксёново         | деревня                | ↘466      |

### Упразднённые населённые пункты
Постановлением Администрации Красноярского края от 8 октября 1998 года № 563-П упразднена деревня Фролово.
Распоряжением Совета Администрации Красноярского края от 28 января 2005 года № 145-р упразднены деревни Селенгино и Согра.
Законом Красноярского края от 20 марта 2014 года № 6-2191 упразднены село Паново (административный центр) и деревня Усольцева.